# Darkroom
Darkroom (backroom) (z ang. "ciemny pokój") – częściowo lub całkowicie zaciemnione pomieszczenie, znajdujące się najczęściej w lokalach erotycznych oraz podczas fetyszystowskich wydarzeń tematycznych, przeznaczone do uprawiania seksu z nieznanymi osobami, w tym do praktyk BDSM, a także pettingu, seksu oralnego i penetracji seksualnej.

## Darkroom w kulturze
Darkroom to także tytuł powieści chorwackiej pisarki Rujany Jeger z 2001, traktującej o życiu na Bałkanach po konfliktach z lat 90. XX wieku. Motto tej książki brzmi: Życie jest jak "darkroom", nigdy nie wiesz kto i w jaki sposób cię wydyma, ani też kogo ty wydymasz i jak. Ale to zbyt podniecające, żeby ot tak po prostu wyjść.